# Dipoena mendoza
Dipoena mendoza là một loài nhện trong họ Theridiidae.
Loài này thuộc chi Dipoena. Dipoena mendoza được Herbert Walter Levi miêu tả năm 1967.